# 羅基尼 (烏克蘭)
50°49′55″N 25°16′9″E / 50.83194°N 25.26917°E
羅基尼（烏克蘭語：Рокині），是烏克蘭西部沃倫州的市級鎮，隸屬盧茨克區盧茨克市鎮，位於盧茨克市西北方，面積1.6平方公里，2025年人口1,400，人口密度每平方公里944人。